# Kei Satō
Kei Satō (佐藤慶, Satō Kei) est un acteur japonais né le 21 décembre 1928 et mort le 2 mai 2010.

## Biographie
Kei Satō a tourné dans plus de 130 films entre 1959 et 2009.

## Filmographie partielle

### Cinéma
- 1959 : La Condition de l'homme: Le Chemin de l'éternité (人間の条件, Ningen no jōken?) de Masaki Kobayashi : Shinjō Ittōhei
- 1960 : Contes cruels de la jeunesse (青春残酷物語, Seishun zankoku monogatari?) de Nagisa Ōshima : Akira Matsuko
- 1960 : Bon à rien (ろくでなし, Rokudenashi?) de Yoshishige Yoshida
- 1960 : L'Enterrement du soleil (太陽の墓場, Taiyo no hakaba?) de Nagisa Ōshima : Sakaguchi
- 1960 : Nuit et brouillard du Japon (日本の夜と霧, Nihon no yoru to kiri?) de Nagisa Ōshima : Nakamaki
- 1960 : Nami no tō (波の搭?) de Noboru Nakamura
- 1961 : La Fin d'une douce nuit (甘い夜の果て, Amai yoru no hate?) de Yoshishige Yoshida : un électricien
- 1961 : Onna no hashi (女の橋?) de Noboru Nakamura : Kazuhiko Yamana
- 1961 : Aux Enfers tu festoieras (地獄の饗宴, Jigoku no kyōen?) de Kihachi Okamoto
- 1962 : L'Héritage (からみ合い, Karami-ai?) de Masaki Kobayashi : un policier
- 1962 : Le Révolté (天草四郎時貞, Amakusa Shiro Tokisada?) de Nagisa Ōshima : Taga Mondo
- 1962 : Le Traquenard (おとし穴, Otoshiana?) de Hiroshi Teshigahara : un journaliste
- 1962 : Hara-kiri (切腹, Seppuku?) de Masaki Kobayashi : Masakazu
- 1962 : L'Homme (人間, Ningen?) de Kaneto Shindō : Hachizo
- 1963 : Une forteresse pour nous deux (二人だけの砦, Futari dake no toride?) de Minoru Shibuya : propriétaire du cabaret
- 1963 : Contes cruels du Bushido (武士道残酷物語, Bushidō zankoku monogatari?) de Tadashi Imai : Saburobei Konoe
- 1963 : La Société des gangsters (ギャング同盟, Gyangu domei?) de Kinji Fukasaku
- 1963 : Okashina yatsu (おかしな奴?) de Tadashi Sawashima : Shamoji
- 1963 : La Mère (母, Haha?) de Kaneto Shindō : docteur Koiguchi
- 1963 : Chroniques guerrières du clan Sanada (真田風雲録, Sanada fūunroku?) de Tai Katō
- 1964 : Seul contre tous à Ichijoji (宮本武蔵 一乗寺の決斗, Miyamoto Musashi: Ichijōji no kettō?) de Tomu Uchida : Otaguro
- 1964 : Une histoire d'Echigo (越後つついし親不知, Echigo Tsutsuishi Oyashirazu?) de Tadashi Imai
- 1964 : Aku no monsho (悪の紋章?) de Hiromichi Horikawa : Yasuhiro Eguchi
- 1964 : Onibaba (鬼婆?) de Kaneto Shindō : Hashi
- 1964 : Kwaïdan (怪談, Kaidan?) de Masaki Kobayashi : le samouraï fantôme (épisode : Dans un bol de thé)
- 1965 : Osan et son père mangent du riz froid (冷飯とおさんとちゃん, Hiya-meshi to Osan to Chan?) de Tomotaka Tasaka : Tatsuzo
- 1965 : La Guerre des espions (異聞猿飛佐助, Ibun Sarutobi Sasuke?) de Masahiro Shinoda : Takanosuke Nojiri
- 1965 : Les Plaisirs de la chair (悦楽, Etsuraku?) de Nagisa Ōshima : un inspecteur de police
- 1965 : La Lame diabolique (剣鬼, Ken ki?) de Kenji Misumi : Kikuma Kanbe
- 1966 : Tatouage (刺青, Irezumi?) de Yasuzō Masumura : Hatamoto Serizawa
- 1966 : La Légende de Zatoïchi : La Vengeance (座頭市の歌が聞える, Zatōichi no uta ga kikoeru?) Tokuzō Tanaka
- 1966 : Le Sabre du mal (大菩薩峠, Dai-bosatsu tōge?) de Kihachi Okamoto : Kamo Serizawa
- 1966 : L'Île du châtiment (処刑の島, Shokei no shima?) de Masahiro Shinoda
- 1966 : L'Obsédé en plein jour (白昼の通り魔, Hakuchu no torima?) de Nagisa Ōshima : Eisuke Oyamada
- 1966 : Anata no inochi (あなたの命?) de Buichi Saitō
- 1966 : Jigoku no okite ni asu wa nai (地獄の掟に明日はない?) de Yasuo Furuhata : Yuzo Gondo
- 1967 : Carnets secrets des ninjas (忍者武芸帳, Ninja bugeicho?) de Nagisa Ōshima : Sakagami Shuzen (voix)
- 1967 : Été japonais : Double suicide contraint (無理心中日本の夏, Muri shinju : Nihon no natsu?) de Nagisa Ōshima : Otoko
- 1967 : Les Onze Guerriers du devoir (十一人の侍, Ju-ichinin no samurai?) d'Eiichi Kudō : Mizumo
- 1967 : Akane-gumo (あかね雲?) de Masahiro Shinoda : Kyūhachirō Inomata
- 1968 : La Pendaison (絞死刑, Koshikei?) de Nagisa Ōshima : le directeur de la prison
- 1968 : Femme et soupe de miso (女と味噌汁, Onna to misoshiru?) de Heinosuke Gosho
- 1968 : Kuroneko (藪の中の黒猫, Yabu no naka no kuroneko?) de Kaneto Shindō : Raiko
- 1968 : Le Grand salaud (大悪党, Dai akutō?) de Yasuzō Masumura : Ichiro Yasui
- 1968 : Le Retour des trois soûlards (帰って来たヨッパライ, Kaettekita yopparai?) de Nagisa Ōshima :  le soldat coréen
- 1968 : Pavane pour un homme épuisé (日本の青春, Nihon no seishun?) de Masaki Kobayashi : Suzuki
- 1969 : Journal d’un voleur de Shinjuku (新宿泥棒日記, Shinjuku dorobō nikki?) de Nagisa Ōshima : lui-même
- 1969 : Le Temple du démon (鬼の棲む舘, Oni no sumu yakata?) de Kenji Misumi : le prêtre itinérant
- 1969 : Dankon (弾痕?) de Shirō Moritani : Miyake
- 1970 : Vivre aujourd'hui, mourir demain (裸の十九才, Hadaka no jukyu-sai?) de Kaneto Shindō
- 1970 : Onna gokuakuchō (おんな極悪帖, Onna gokuakuchō?)
- 1970 : Les Esprits maléfiques du Japon (日本の悪霊, Nihon no akuryō?) de Kazuo Kuroki : Murase / Ochiai
- 1971 : La Cérémonie (儀式, Gishiki?) de Nagisa Ōshima : Sakurada Kazuomi
- 1971 : L’Auberge du mal (いのちぼうにふろう, Inochi bonifuro?) de Masaki Kobayashi : Yohei
- 1972 : Une petite sœur pour l’été (夏の妹, Natsu no imoto?) de Nagisa Ōshima : Kuniyoshi
- 1972 : Gyangu tai gyangu : aka to kuro no burusu (ギャング対ギャング 赤と黒のブルース?) de Jun'ya Satō
- 1973 : La Légende de Zatoïchi : Retour au pays natal (新座頭市物語・笠間の血祭り, Shin Zatōichi monogatari : Kasama no chimatsuri?) de Kimiyoshi Yasuda
- 1973 : L'Enfer des supplices (御用牙 かみそり半蔵地獄責め, Goyōkiba: Kamisori Hanzō jigoku zeme?) de Yasuzō Masumura : Shobei Hamajima
- 1973 : Satori (日本妖怪伝 サトリ, Nippon yōkaiden: Satori?) de Yōichi Higashi : un psychiatre
- 1974 : Mon chemin (わが道, Waga michi?) de Kaneto Shindō : Koide, le chef de la police
- 1975 : Bodo shimane keimusho (暴動島根刑務所?) de Sadao Nakajima : le directeur de la prison
- 1975 : Terreur sur le monde (東京湾炎上, Tōkyō-wan enjō?) de Katsumune Ishida (ja)
- 1976 : Tombe de yakuza et fleur de gardénia (やくざの墓場 くちなしの花, Yakuza no hakaba: Kuchinashi no hana?) de Kinji Fukasaku : Teramitsu Abara
- 1977 : Chikuzan, le baladin aveugle (竹山ひとり旅, Chikuzan hitori tabi?) de Kaneto Shindō : Narita
- 1977 : Nihon no jingi (日本の仁義?) de Sadao Nakajima : Shigetoshi Shiraishi
- 1977 : Nihon no don : Yabohen (日本の首領 野望篇?) de Sadao Nakajima : Sekino
- 1978 : Genshiryoku sensō (原子力戦争?) de Kazuo Kuroki : Nogami
- 1978 : Nihon no don : Kanketsuhen (日本の首領 完結篇?) de Sadao Nakajima : Sekino
- 1979 : Resurrection of Golden Wolf (蘇る金狼, Yomigaeru kinrō?) de Tōru Murakawa : Shimizu
- 1979 : Sūpā gun redei Wani Bunsho (スーパーＧＵＮレディ ワニ分署?) de Chūsei Sone : Gorō Onodera
- 1980 : Dōran (動乱?) de Shirō Moritani : Kozu
- 1980 : Bara no hyōteki (薔薇の標的?) de Tōru Murakawa : Hamada
- 1980 : Yajū shisubeshi (野獣死すべし?) de Tōru Murakawa : Endo
- 1981 : Eki Station (駅 STATION?) de Yasuo Furuhata
- 1983 : Jukkai no mosukito (十階のモスキート?) de Yōichi Sai : chef de la police
- 1983 : La Taverne Chōji (居酒屋兆治, Izakaya Chōji?) de Yasuo Furuhata : Yoshino Kōzō
- 1984 : Appassionata (序の舞, Jo no mai?) de Sadao Nakajima : Shokei Takagi
- 1984 : Le Retour de Godzilla (Gojira?) de Koji Hashimoto : le rédacteur en chef Gondo
- 1985 : Ikite mitai mō ichido : Shinjuku basu hōka jiken (生きてみたいもう一度・新宿バス放火事件?) de Hideo Onchi
- 1985 : Tomo yo shizukani nemure (友よ、静かに瞑れ?) de Yōichi Sai : Futoshi Shimoyama
- 1986 : Femmes de yakuzas (極道の妻たち, Gokudō no onna-tachi?) de Hideo Gosha : Hitoshi Awazu
- 1986 : Shiroi yabō (白い野望?) de Masanobu Deme
- 1990 : Rōnin-gai (浪人街?) de Kazuo Kuroki : Iseya
- 1992 : Histoire singulière à l'est du fleuve (濹東綺譚, Bokutō kidan?) de Kaneto Shindō : inspecteur de police
- 1992 : Kachō Shima Kōsaku (課長 島耕作?) de Kichitarō Negishi : Kinzo Usami
- 1992 : Shōrishatachi (勝利者たち?) de Shūe Matsubayashi
- 1992 : Les Liaisons érotiques (エロティックな関係, Erotikkuna kankei?) de Kōji Wakamatsu : Nemoto
- 1999 : Kin'yū fushoku rettō : Jubaku (金融腐蝕列島 呪縛?) de Masato Harada : Takashi Hisayama
- 1999 : Tabou (御法度, Gohatto?) de Nagisa Ōshima : le narrateur
- 2003 : Azumi (あずみ?) de Ryūhei Kitamura : Tenkai Nankōbō
- 2005 : Le Murmure des dieux (ゲルマニウムの夜, Gerumaniumu no Yoru?) de Tatsushi Ōmori : Père Togawa
- 2009 : 60-sai no rabu retā (60歳のラブレター?) de Yoshihiro Fukagawa
- 2009 : Kaiji: Jinsei gyakuten gēmu (カイジ 人生逆転ゲーム?) de Tōya Satō : Kazutaka Okada

### Télévision
- 1962 : Fūfu hyakkei (série TV)
- 1995 : Hiroshima de Koreyoshi Kurahara et Roger Spottiswoode : le conseiller Kōichi Kido

## Récompenses et distinctions
- 1972 : Prix Kinema Junpō du meilleur acteur pour son interprétation dans La Cérémonie[2]